# NGC 4739
NGC 4739 is een elliptisch sterrenstelsel in het sterrenbeeld Maagd. Het hemelobject werd op 3 maart 1786 ontdekt door de Duits-Britse astronoom William Herschel.

## Synoniemen
- MCG -1-33-29
- PGC 43571